# Cincinnati Open 1998
Il Cincinnati Open 1998 (conosciuto anche come Great American Insurance ATP Championship per motivi di sponsorizzazione) è stato un torneo di tennis giocato sul cemento. È stata la 97ª edizione del Cincinnati Open, che fa parte della categoria Super 9 nell'ambito dell'ATP Tour 1998. Il torneo si è giocato a Cincinnati in Ohio negli USA, dal 10 al 16 agosto 1998.

## Campioni

### Singolare
Patrick Rafter ha battuto in finale  Pete Sampras con il punteggio di 1–6, 7–6(2), 6–4

### Doppio
Mark Knowles /  Daniel Nestor hanno battuto in finale  Olivier Delaître /  Fabrice Santoro con il punteggio di 6–7, 6–4, 6–4